# Socjologia duchowości
Socjologia duchowości – subdyscyplina socjologii religii zajmująca się przejawami duchowości w ich kontekście społecznym. Socjologia duchowości zwraca uwagę na fakt, że wraz z postępującą sekularyzacją religijności tradycyjnej wzrasta poziom subiektywnie rozumianej duchowości{{. 

Socjologia duchowości to bardzo młoda dziedzina, która powstała w pierwszych latach XXI wieku.

## Teoretycy
Główni teoretycy, którzy zajmują się między innymi socjologią duchowości, to:
- Linda Woodhead i Paul Heelas - zwracają uwagę na cichą rewolucję, które zachodzi w społeczeństwach zachodnich. Tradycyjna religijność, rozumiana, jako podejście autorytarne, związane ze światem zewnętrznym i przestrzeganiem zewnętrznie nałożonej etyki ustępuje miejsca indywidualnie kształtowanej, subiektywnej, duchowości.
- David Hay – opisuje proces przejścia z duchowości, traktowanej jako stan naturalny, do kompletnego jej odrzucenia i zanegowania we współczesnym systemie opartym na indywidualizmie oraz promocji własnego zysku, jako wymaganej bazy stabilnej ekonomii rynkowej.
- Giuseppe Giordan – socjolog zwracający uwagę na fakt, że w odróżnieniu od tradycyjnie rozumianej religijności duchowość odnosi się do sacrum poprzez indywidualne emocje, uczucia (zarówno fizyczne jak i seksualne) promując holistyczne podejście do natury ludzkiej.
- Kieran Flanagan i Peter C. Jupp – redaktorzy pierwszej, wydanej w 2007 roku książki w całości poświęconej socjologii duchowości[1].
- Na polskim gruncie za socjologa duchowości może być uznany Tadeusz Doktór.